# Alexandria Bay
Alexandria Bay es una villa ubicada en el condado de Jefferson en el estado estadounidense de Nueva York. En el año 2000 tenía una población de 2000 habitantes y una densidad poblacional de 569 personas por km².

## Geografía
Alexandria Bay se encuentra ubicada en las coordenadas 42°54′8″N 78°15′30″O / 42.90222, -78.25833.

## Demografía
Según la Oficina del Censo en 2000 los ingresos medios por hogar en la localidad eran de $29 338, y los ingresos medios por familia eran $36 979. Los hombres tenían unos ingresos medios de $31 250 frente a los $21 429 para las mujeres. La renta per cápita para la localidad era de $16 875. Alrededor del 13.5% de la población estaban por debajo del umbral de pobreza.